# Notre-Dame-de-Lourdes (Manitoba)
Pour les articles homonymes, voir Notre-Dame-de-Lourdes.
Notre-Dame-de-Lourdes est une communauté franco-manitobaine dans la région de la montagne Pembina, à 100 km au sud-ouest de Winnipeg.                                    
Au recensement de 2016, on y a dénombré une population de 744 habitants.
Une large majorité de la commune est francophone (96 % en 1996).
Elle est nommée en référence à Lourdes où eut lieu une apparition mariale.

## Démographie
| 2001 | 2006 | 2011 | 2016 |
| ---- | ---- | ---- | ---- |
| 619  | 589  | 683  | 744  |

## Histoire
Le site de Notre-Dame-de-Lourdes a d'abord été occupé par les Ojibwés. 
La Vérendrye y serait passé en 1738 lors de sa tentative de découvrir un accès à l'océan. Les premiers pionniers, originaires du Québec arrivèrent dans les années 1880. Une mission indépendante fut érigée en 1883 par L'abbé Théobald Bitshe, curé de Sant-Léon, et nommé Notre-Dame de Lourdes; elle sera érigée en paroisse en 1891, lors de l'arrivée du père Dom Benoît, chanoine et premier prêtre de la paroisse, qui arriva avec de nombreux immigrants de France et de Suisse.          
Les Chanoines réguliers de l'Immaculée Conception vont jouer un rôle majeur dans le développement et l'organisation de la communauté. Des chanoinesses régulières des Cinq Plaies du Sauveur originaires de Lyon vont prendre en charge l'éducation des enfants à partir de 1895. En 1950 elles ouvriront une résidence pour les personnes âgées.

## Personnes notoires liées à la commune
- Faouzia (2000), chanteuse maroco-canadienne, y habita.